# Alina Ivanova
Alina Petrovna Ivanova (in russo Алина Петровна Иванова?; Čeljabinsk, 16 marzo 1969) è un'ex marciatrice e maratoneta russa, fino al 1991 sovietica, campionessa mondiale della 10 km nel 1991.

## Palmarès
| Anno                                      | Manifestazione              | Sede           | Evento        | Risultato | Prestazione | Note                          |
| ----------------------------------------- | --------------------------- | -------------- | ------------- | --------- | ----------- | ----------------------------- |
| In rappresentanza dell' Unione Sovietica  |                             |                |               |           |             |                               |
| 1988                                      | Mondiali juniores           | Sudbury        | Marcia 5000 m | dq        | dq          |                               |
| 1991                                      | Mondiali                    | Tokyo          | Marcia 10 km  | Oro       | 42'57"      | Record dei campionati         |
| In rappresentanza della Squadra Unificata |                             |                |               |           |             |                               |
| 1992                                      | Europei indoor              | Genova         | Marcia 3000 m | Oro       | 11'49"99    |                               |
| 1992                                      | Giochi olimpici             | Barcellona     | Marcia 10 km  | dq        | dq          |                               |
| In rappresentanza della Russia            |                             |                |               |           |             |                               |
| 1997                                      | Mondiali                    | Atene          | Maratona      | dnf       | dnf         |                               |
| 1998                                      | Mondiali di mezza maratona  | Zurigo         | Individuale   | 12ª       | 1h11'18"    |                               |
| 1999                                      | Mondiali di mezza maratona  | Palermo        | Individuale   | 10ª       | 1h11'15"    |                               |
| 2002                                      | Europei                     | Monaco         | Maratona      | dnf       | dnf         |                               |
| 2003                                      | Mondiali di mezza maratona  | Vilamoura      | Individuale   | 10ª       | 1h10'59"    |                               |
| 2004                                      | Mondiali di mezza maratona  | Nuova Delhi    | Individuale   | 9ª        | 1h12'17"    |                               |
| 2005                                      | Mondiali                    | Helsinki       | Maratona      | 20ª       | 2h32'53"    |                               |
| 2005                                      | Mondiali di mezza maratona  | Edmonton       | Individuale   | 30ª       | 1h14'27"    |                               |
| 2006                                      | Mondiali di corsa su strada | Debrecen       | Individuale   | 23ª       | 1h08'27"    |                               |
| 2007                                      | Mondiali di corsa su strada | Udine          | Individuale   | 15ª       | 1h09'32"    | Miglior prestazione personale |
| 2008                                      | Mondiali di mezza maratona  | Rio de Janeiro | Individuale   | dnf       | dnf         |                               |